# Портрет совершенства
«Портрет совершенства» (англ. Picture Perfect, фр. Trait pour trait) — комедия 1997 года с Дженнифер Энистон в главной роли.

## Сюжет
Главная героиня Кейт Мосли, при всем своем желании не выглядит в глазах босса мистера Мерсера серьёзной сотрудницей. В перспективе ей светит продвижение по службе в рекламном агентстве и тогда подруга Дарси придумывает историю о её женихе. Якобы Кейт помолвлена с неким Ником и даже показывает их фото. На самом деле они на фото случайно оказались вместе. Ник снимает на видео свадьбы и понятия не имеет о существовании Кейт. Однако, надо же было такому случиться, но Ник спас от смерти девочку и попал в новости.
Кейт вынуждена «предъявить» жениха коллегам по работе и родственникам. Она созванивается с Ником и упрашивает подыграть. Ник соглашается и переезжает на пару дней на её нью-йоркскую квартиру и ночует на диване. Кейт все продумала и разработала план. По нему она познакомит Ника с мистером Мерсером на корпоративном ужине и там же разыграет сцену ссоры и разрыва. Все осложняется тем, что у Кейт роман с сослуживцем Сэмом, с которым она собирается сохранить отношения. Нику весь этот розыгрыш не по душе, но ему очень понравилась Кейт, и он согласен участвовать в представлении.
Ник не сразу вживается в свою «роль», но в принципе все проходит как задумано и Кейт изображает на ужине в ресторане сцену уличения в неверности и разрыв. Они с Ником расстаются. На следующий день Кейт получает заветное повышение, но чувствует себя виноватой. Она рассказывает на работе о том, что ввела всех в заблуждение и готова к увольнению. Босс, однако, готов простить ценную сотрудницу и даже предлагает ей взять отпуск на пару дней, собраться с мыслями. Кейт находит Ника прямо во время видеосъёмки одной свадьбы и просит прощения. Всё заканчивается примирением и поцелуем.

## В ролях
- Дженнифер Энистон — Кейт Мосли
- Джей Мор — Ник
- Кевин Бейкон — Сэм
- Олимпия Дукакис — Рита Мосли
- Илляна Даглас — Дарси О’Нил
- Кевин Данн — мистер Мерсер
- Энн Твоми — Села
- Фэйт Принс — миссис Мерсер
- Джон Ротмен — Джим
- Мег Гибсон — миссис Дэвенпорт
- Пол Кэссел — Брэд
- Ивар Броггер, Питер Макробби, Брей Пур, Дэрил Эдвардс, Дженна Стерн — рекламные агенты
- Беллина Логан — администратор рекламного агентства
- Шон Патрик Томас — исследователь рекламного агентства
- Андреа Бендевальд — беременная подруга
- Марсия Дебонис — Рози
- Мэттью Суссман — муж Дарси
- Джим Райан — Анкор Персон
- Дуг Изли — метрдотель
- Эли Марш — продавщица снэков
- Кейли Куоко — маленькая девочка

## Критика
Кинокритик New York Times Джанет Мэслин отметила сходство с фильмом «Свадьба лучшего друга», вышедшим на экраны полтора месяцами ранее. Главная героиня напомнила ей юную Стрейзанд в фильме «В чём дело, док?».